# Гончарова, Татьяна Анатольевна
Татьяна Анатольевна Поппер (урожд. Гончарова) (род. 20 января 1951 года) — советская пловчиха в ластах, чемпион Европы.

## Карьера
Родилась в 1951 году в Грозном. В 1959 году семья переехала в Норильск.
Занималась подводным плаванием, специализируясь на средних дистанциях. Тренировалась в подводном клубе «Дианема» при Красноярском политехническом институте.
Чемпион Европы 1971 года.